# Киленг, Эмелитер
Эмелитер Киленг — микронезийская поэтесса и культурный антрополог. Она — первая микронезийка, опубликовавшая сборник стихов на английском языке, и одна из немногих опубликованных микронезийских поэтов.

## Биография
Эмелитер Киленг родилась на Гуаме, в 2003 году получила степень магистра в области творческого письма в Гавайском университете в Маноа, а затем преподавала английский как иностранный в Колледже Микронезии в Понпеи. В 2015 году она защитила докторскую по тихоокеанским исследованиям в Университете Виктории в Веллингтоне. Тема докторской диссертации — Menginpehn lien Pohnpei: A poetic ethnography of urohs (Pohnpeian skirts).
Киленг работала временным куратором отдела Тихоокеанских культур в Национальном музее Новой Зеландии Te Papa Tongarewa. В 2015 года она стала заслуженным преподавателем на факультете английского языка Гавайского университета в Маноа. В 2019 году Килинг начала работу культурным антропологом в Программе сохранения исторических памятников Понпеи в Понпеи. В 2019—2020 годах Киленг работала старшим научным сотрудником-куратором в Гамбургском этнографическом музее, закончила постдокторантскую программу в Мюнхенском университете. В 2019 году вышла в свет первая антология произведений коренных народов Микронезии «Литература коренных народов Микронезии» под редакторством Килинг. С 2020 года она принимает участие как научный сотрудник в проекте мюнхенского университета «Indigeneities in the 21st century: From ‚vanishing people‘ to global players in one generation» (Индигенность в 21 веке: От «исчезающего народа» до глобальных игроков за одно поколение). В мае 2008 года Киленг опубликовала свой первый сборник стихов «My Urohs».Самоанский поэт Альберт Вендт описал её поэзию как «освежающе инновационную и притягательную, новый способ увидеть себя на наших островах, важное и влиятельное дополнение к нашей литературе» — подразумевая тихоокеанскую островную литературу. Кирибатийская поэтесса Терезия Теаива описала сборник стихов как «этнографическую поэзию», « изобилующую языками и образами Понпеи и Микронезии», «захватывающий новый вклад в тихоокеанскую литературу». Самоанская писательница Сиа Фигиэль назвала поэзию Киленг «тревожной и преследующей, озаряющей и нежной», «сотканной из жестоких нитей постколониализма, с вкраплениями островного юмора», «мощным дополнением к тихоокеанской литературе». Американский поэт Марк Новак также высоко оценил её творчество.
Киленг объяснила, что урохс — это «квинтэссенция одежды понпеанской женщины, символ понпеанских женщин и понпеанской культуры. Я решила назвать коллекцию My Urohs […], потому что […] коллекция в целом [является] красочной, трагичной, красивой, колонизированной и аборигенной одновременно».